# Großes Jamaika-Trichterohr
Das Große Jamaika-Trichterohr (Natalus jamaicensis) ist eine Fledermaus in der Familie der Trichterohren, die auf Jamaika verbreitet ist. In älteren Abhandlungen zählte die Population zum Kleine-Antillen-Trichterohr (Natalus stramineus). Taxonomische Studien von 1989 und 2003 legten den Status als Art fest.

## Merkmale
Erwachsene Exemplare erreichen eine Kopf-Rumpf-Länge von etwas über 50 mm, eine Schwanzlänge von etwa 58 mm sowie ein Gewicht von 5,9 bis 7,3 g. Die Unterarme sind 44 bis 47 mm lang und die Länge der Ohren beträgt 15 bis 19 mm. Das Große Jamaika-Trichterohr besitzt ein langes und dichtes Fell. Auf der Oberseite sind die Haare nahe der Wurzel hellbraun und an den Spitzen sepiabraun bis rotbraun mit olivfarbener Tönung. Die Haare der Unterseite sind durchgängig hellbraun oder mit rosa Schattierung an den Spitzen gefärbt. Längere Haare an den Lippen ähneln einem Bart. Wie bei anderen Familienvertretern sind die Ohren trichterförmig und am oberen Ende zugespitzt. Das Natalidenorgan der Männchen reicht bis zur Stirn. Verglichen mit anderen Gattungsmitgliedern hat die Art einen stärker abgeplatteten Schädel. Der diploide Chromosomensatz dieser Fledermaus enthält 36 Chromosomen (2n=36).

## Verbreitung
Die Art ist nur von einer großen Höhle mit hoher Luftfeuchtigkeit in Jamaika bekannt. Die Höhle liegt auf 97 Meter Höhe. Das Große Jamaika-Trichterohr besucht auf Nahrungssuche andere Gebiete der Insel, die sehr trocken sein können. Fossile Überreste konnten in einer weiteren Höhle registriert werden.

## Lebensweise
Die Exemplare halten sich beim Ruhen nur mit einem Fuß fest und zwischen zwei Tieren liegen etwa 10 Zentimeter. Die toleriert in ihrer direkten Nachbarschaft nur das Kleine Karibische Trichterohr (Chilonatalus micropus), obwohl in der Höhle noch sieben andere Fledermausarten vorkommen. Allgemein hält sich das Große Jamaika-Trichterohr näher am wärmeren Ausgang der Höhle auf. Die Nahrung besteht vermutlich, wie bei nahen verwandten Arten aus Insekten. Die Individuen verlassen die Höhle erstmals nach Sonnenuntergang und unternehmen mehrere Ausflüge bis zur Morgendämmerung. Gefangene Exemplare litten nach kurzer Zeit an Wassermangel. Der Flug erinnert an die Bewegungen von Motten.
Das Fortpflanzungsverhalten ist unbekannt. Bei im Juni und Dezember gefangenen Weibchen, waren keine Anzeichen von Reproduktion erkennbar.

## Gefährdung
Die Höhle besitzt keinen Schutzstatus und störende Besucher haben freien Zutritt. Sie wird zusätzlich von streunenden Hauskatzen besucht, die einige Fledermäuse fressen. Langfristige Wetterveränderungen können das Mikroklima der Höhle in Zukunft verändern. Dieses ist durch Temperaturen von 26 bis 40 °C, durch eine hohe Luftfeuchtigkeit von etwa 90 Prozent und durch einen geringen Luftaustausch gekennzeichnet. Laut einer Schätzung von 1970 hat die Kolonie dieser Art etwa 50 Mitglieder. Das Große Jamaika-Trichterohr wird deshalb von der IUCN als akut gefährdet (critically endangered) gelistet.